# Van Buren (New York)
Van Buren è un comune degli Stati Uniti d'America, situato nello stato di New York, nella contea di Onondaga.